# 巴尔韦德霍
巴尔韦德霍（西班牙語：Valverdejo）是西班牙卡斯蒂利亚-拉曼恰昆卡省的一个市镇。总面积33平方公里，总人口159人（2001年），人口密度5人/平方公里。